# Do Somethin’
«Do Somethin’» (с англ. — «Сделай что-нибудь») — второй и последний сингл американской поп-певицы Бритни Спирс из сборника хитов Greatest Hits: My Prerogative (2004). Авторами песни выступили Андреас Карлсзон и Генрик Джонбэк, а также дуэт Bloodshy & Avant, прежде сотрудничавшие с певицей.

## Музыкальное видео
Действие клипа на песню происходит в клубе под названием Hole in the Wall. В клипе задействованы несколько танцовщиц, а также посетители клуба. В одном из эпизодов клипа певица вместе с представляемыми в клипе танцовщицами въезжает на розовом Хаммере в тоннель, выходящий в облака на небе. По окончании клипа певица со своими танцовщицами оказывается в ранее указанном клубе, где выполняет на сцене элементы современного танца, исполняя песню с микрофоном в руках. Периодически в клипе показываются эпизоды, в которых певица показана в откровенном костюме: чёрном нижнем белье и белых мехах. Костюмы и идея клипа принадлежит певице, Бритни Спирс. В клипе певица одета в розовые тона одежды, особо выделяется топик с надписью Love Boat (Лодка любви). В клубе Бритни и её подруги-танцовщицы пытаются оживить публику, танцуя энергично, придавая телодвижениями сексуальный намёк. К их танцу присоединяется публика. По окончании танца певица и танцовщицы остаются на сцене.
В декабре 2005 года видеоклип был определен в номинации «Худшее видео 2005 года». MuchMusic, Fromage изменил сюжет видео, сделав его наиболее оригинальным и позволив занять третье место в списке музыкальных клипов Бритни Спирс.

## Появление в чартах
Хотя «Do Somethin’» никогда не выпускался в США на дисках, 26 апреля 2005 года песня достигла 100-го места в Billboard Hot 100 благодаря цифровым загрузкам. Песня также была в Billboard Pop 100 и Hot Digital Songs на 63-м и 49-м местах соответственно. По состоянию на август 2010 года в США было продано 363 000 цифровых копий «Do Somethin’». В Австралии песня дебютировала на 8-м месте 7 марта 2005 года. Сингл получил золотой сертификат Australian Recording Industry Association (ARIA) за продажу более 35 000 копий. На той же неделе он дебютировал в UK Singles Chart на 6 месте. «Do Somethin’» также был популярен в Европе: в Бельгии (Фландрия), Венгрии, Швеции, Дании и Ирландии попал в Топ-10, а в Бельгии (Валлония), Чехии, Германии, Норвегии, Швейцарии и Нидерландах был в Топ-20.

## Участники записи
| - Бритни Спирс - вокал и бэк-вокал - Bloodshy & Avant - автор песни , музыкальный продюсер , аранжировка , все инструменты , программирование - Анжела Хант - автор песни - Стивен Лант - аранжировка - Никлас Флайкт - сведение | - Чарльз МакКрои - звукорежиссёр - Йонас Остман - звукорежиссёр - Хенрик Джонбак - гитара - BlackCell - бек-вокал - Эмма Холмгрен - бэк-вокал |

## Позиции в чартах
| Чарты (2005)                    | Место |
| ------------------------------- | ----- |
| Австралия (ARIA)                | 8     |
| Австрия (Ö3 Austria Top 40)     | 21    |
| Бельгия/Фландрия (Ultratop 50)  | 12    |
| Бельгия/Валлония (Ultratop 50)  | 10    |
| Czech Republic (IFPI)           | 11    |
| Дания (Tracklisten)             | 4     |
| Франция (SNEP)                  | 70    |
| Германия (GfK)                  | 18    |
| Hungary (Mahasz)                | 4     |
| Ireland (IRMA)                  | 4     |
| Нидерланды (Dutch Top 40)       | 13    |
| Норвегия (VG-lista)             | 12    |
| Швеция (Sverigetopplistan)      | 10    |
| Швейцария (Schweizer Hitparade) | 11    |
| Великобритания (OCC UK Singles) | 6     |
| US Billboard Hot 100            | 100   |

| Чарт (2005)                      | Место |
| -------------------------------- | ----- |
| Australian Singles Chart         | 67    |
| Belgian Singles Chart (Flanders) | 74    |
| Belgian Singles Chart (Wallonia) | 96    |

## История релизов
| Страна         | Дата            | Формат      | Лейбл    |
| -------------- | --------------- | ----------- | -------- |
| Германия       | 14 февраля 2005 | Digital EP  | Sony BMG |
| Германия       | 14 февраля 2005 | Maxi single | Sony BMG |
| Новая Зеландия | 14 февраля 2005 | Digital EP  | Sony BMG |
| Италия         | 14 февраля 2005 | Digital EP  | Sony BMG |
| Испания        | 14 февраля 2005 | Digital EP  | Sony BMG |
| Франция        | 15 февраля 2005 | Digital EP  | Sony BMG |
| Великобритания | 28 февраля 2005 | CD-сингл    | Sony BMG |
| Великобритания | 28 февраля 2005 | Digital EP  | Sony BMG |
| Великобритания | 28 февраля 2005 | Maxi single | Sony BMG |

## Список композиций / форматы
UK 2-Tracks Single
1. Альбомная версия
2. DJ Monk Remix (Radio Edit)

International CD Single
1. Альбомная версия
2. DJ Monk Remix (Radio Edit)
3. Thick Vocal Mix
4. Everytime (Valentin Remix)

UK DVD Single
1. Do Somethin’ (клип)
2. Chris Cox Megamix (клип)

UK Promo Remixes CD (Британская версия)
| №  | Название                              |      |
| -- | ------------------------------------- | ---- |
| 1. | «Do Somethin’»                        | 3:22 |
| 2. | «Do Somethin’» [DJ Monk’s Radio Edit] | 4:12 |
| 3. | «Do Somethin’» [Thick Vocal Mix]      | 7:59 |
| 4. | «Everytime» [Valentin Remix]          | 3:25 |

Europe/Australia CD Single (Европейская и Австралийская версии)
| №  | Название                              |      |
| -- | ------------------------------------- | ---- |
| 1. | «Do Somethin’»                        | 3:22 |
| 2. | «Do Somethin’» [DJ Monk’s Radio Edit] | 4:12 |
| 3. | «Do Somethin’» [Thick Vocal Mix]      | 7:59 |
| 4. | «Everytime» [Valentin Remix]          | 3:25 |

UK Maxi-Single CD (Британская версия. Макси-сингл)
| №  | Название                                                  |      |
| -- | --------------------------------------------------------- | ---- |
| 1. | «Do Somethin’»                                            | 3:22 |
| 2. | Enhanced with «Do Somethin’» & «Chris Cox Megamix» Videos |      |